# Quintessa Swindell
Quintessa Swindell (7 februari 1997) is een  Amerikaanse actrice.

## Loopbaan
Swindell werd geboren en getogen in de staat Virginia en volgde een theatercursus op de middelbare school. Na haar opleiding verhuisde Swindell naar New York, waar Swindell studeerde voor een Bachelor of Fine Arts in acteren aan het Marymount Manhattan College.
In 2019 debuteerde Swindell in de rol van Tabitha Foster, een van de drie jonge winkeldieven in de Netflix-serie Trinkets. In hetzelfde jaar verscheen Swindell in een aflevering van de HBO-serie Euphoria in de rol van Anna, een meisje dat de hoofdpersoon Rue (Zendaya) in New York ontmoet.
In 2021 was Swindell een van de hoofdcastleden van het vierde seizoen van de HBO-serie In Treatment en speelde ze een kleine rol in de sciencefictionfilm Voyagers. In 2022 speelde zij superheld Cyclone in de DC Extended Universe-film, Black Adam.

## Privéleven
Swindell identificeert zich als non-binair en queer persoon.

## Filmografie

### Film
| Jaar | Titel           | Rol                     |
| ---- | --------------- | ----------------------- |
| 2021 | Granada Nights  | Amelia                  |
| 2021 | Voyagers        | Julie                   |
| 2022 | Master Gardener | Maya                    |
| 2022 | Black Adam      | Maxine Hunkel / Cyclone |

### Televisie
| Jaar      | Titel        | Rol            | Opmerkingen                                                               |
| --------- | ------------ | -------------- | ------------------------------------------------------------------------- |
| 2019-2020 | Trinkets     | Tabitha Foster | 20 afleveringen                                                           |
| 2019      | Euphoria     | Anna           | aflevering "The Trials and Tribulations of Trying to Pee While Depressed" |
| 2021      | In Treatment | Laila          | 6 afleveringen                                                            |